# Transmission dominante liée à l’X
Une maladie génétique est dite de transmission  dominante  liée à l'X quand 
- le gène anormal est sur le chromosome sexuel X.
- la présence d'un seul gène anormal est suffisante pour que la maladie s'exprime chez un garçon
- la présence d'un seul gène anormal est suffisante pour que la maladie s'exprime chez une fille.

Le gène anormal est transmis soit par le père soit par la mère.

- Si le gène est transmis par le père, celui-ci est obligatoirement malade
- Si le gène est transmis par la mère, celle-ci est obligatoirement malade aussi car le gène anormal est dominant

Mais la gravité de la maladie atteignant le porteur du gène peut être très variable, les manifestations d'une maladie génétique dépendent de sa pénétrance et de son expressivité.
Au cours de la gamétogenèse, les cellules mâles ou femelles passent de 2n chromosomes (cellule diploïde) à n chromosome (cellule haploïde). Le gène anormal est donc présent dans la  moitié des gamètes.

Les caractéristiques d'une maladie génétique à transmission dominante liée à l'X sont les suivantes :
- Elle atteint autant les hommes que les femmes.
- Le père atteint ne transmet pas sa maladie à son garçon, mais la transmet à toutes ses filles.
- La mère atteinte transmet sa maladie à la moitié de ses filles et de ses garçons.

## Schéma général de la transmission dominante liée à l'X
Dans les schémas, les gamètes porteurs du gène normal sont en bleu, les gamètes porteurs du gène anormal sont en rouge. Les personnes malades sont en rouge, les personnes non malades mais porteuses du gène sont en violet, les personnes non porteuses du gène sont en bleu.

### Union d'un homme malade et d'une femme saine non porteuse
Comme ce schéma le montre :

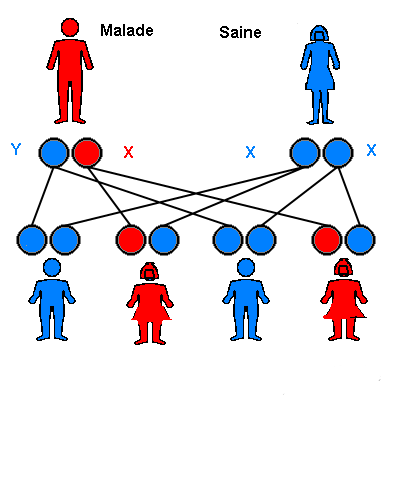
Union d'un homme malade et d'une femme saine.

- aucun garçon ne sera atteint puisque le Y leur est obligatoirement transmis par le père ;
- toutes les filles seront malades, car leur père leur transmet obligatoirement le X, porteur de la maladie.

### Union d'un homme sain et d'une femme malade

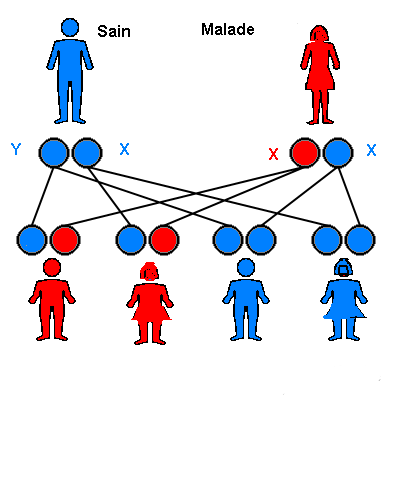
Union d'un homme sain et d'une femme malade.

Comme ce schéma le montre, ce couple a, à chaque grossesse, un risque :
- 1/4 d'avoir un garçon porteur du gène anormal donc malade
- 1/4 d'avoir un garçon non porteur du gène anormal donc sain
- 1/4 d'avoir une fille porteuse du gène anormal donc malade
- 1/4 d'avoir une fille non porteuse du gène anormal donc sain

### Union d'un homme malade et d'une femme malade

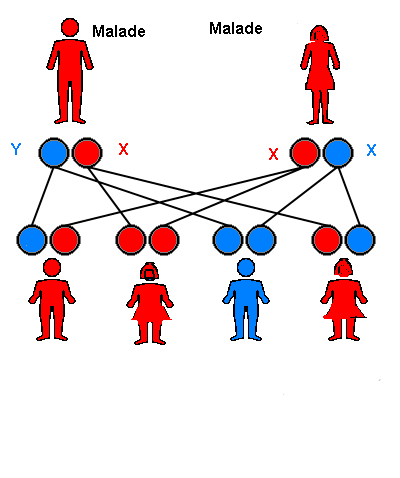
Union d'un homme malade et d'une femme malade.

Comme ce schéma le montre, ce couple a, à chaque grossesse, un risque :
- 1/4 d'avoir un garçon porteur du gène anormal donc malade
- 1/4 d'avoir un garçon non porteur du gène anormal donc sain
- 1/4 d'avoir une fille porteuse homozygote donc malade
- 1/4 d'avoir une fille porteuse hétérozygote donc malade

## Base générale duconseil génétiquedans les maladies dominantes liées à l'X
En génétique, « le proposant » désigne la personne atteinte de la maladie génétique à partir duquel on fait le conseil génétique.

## Exemples de maladies transmisses sur le mode dominant lié à l'X
- Syndrome de l'X fragile
- Déficience intellectuelle associée au site fragile FRAXE
- Rachitisme vitamino-résistant hypophosphatémique
- Déficit en ornithine transcarbamylase